# Yüksek Hızlı Tren
Yüksek Hızlı Tren — високошвидкісна залізнична служба в Туреччині, під орудою TCDD Taşımacılık, є провідним міжміським залізничним сполученням. 
Станом на 2022 рік мережа охоплює 1385 км і обслуговує такі великі міста, як Стамбул, Анкара, Ескішехір, Ізміт і Конья. Розширення системи триває, і очікується, що мережа охопить Сівас, Едірне, Афьонкарахісар, Адану та Ізмір у 2020-х роках.
Високошвидкісну залізницю в Туреччині спочатку планувалося побудувати ще в 1975 році, але лише у 2003 році почалося будівництво високошвидкісної залізниці Анкара-Стамбул. 
Перша дистанція була завершена у 2007 році між Ескішехіром і Есенкентом , а пасажирські перевезення почалися 13 березня 2009 року між Ескішехіром і Анкарою. 
23 серпня 2011 року державні залізниці Туреччини урочисто відкрили свою другу високошвидкісну залізницю до Коньї, а 25 липня 2014 року залізниця була відкрита до Стамбула. 

Державні залізниці об’єднали мережу YHT з іншими проектами, які здійснюються у великих містах. 
В Анкарі маршрут було розширено з трьох до п’яти колій, щоб дозволити Башкентрай приміське залізничне сполучення разом із новою високошвидкісною залізницею на станції Анкара. 
У Стамбулі потяги YHT використовують тунель Мармарай, щоб перетнути протоку Босфор і дістатися до європейської частини міста.
Потяги YHT курсують як спеціалізованими високошвидкісними залізницями, так і існуючими звичайними залізницями, які були модернізовані, щоб дозволити розвивати швидкість 200 км/год і 160 км/год відповідно. 
Останнє розширення мережі відбулося 8 січня 2022 року з розширенням на 102 км від Коньї до Карамана вздовж оновленої залізниці Конья-Єнідже
Очікується, що наступним розширенням мережі YHT стане високошвидкісна залізниця Анкара — Сівас довжиною 406 км, що має бути відкрита у 2023 році.

## Лінії в експлуатації

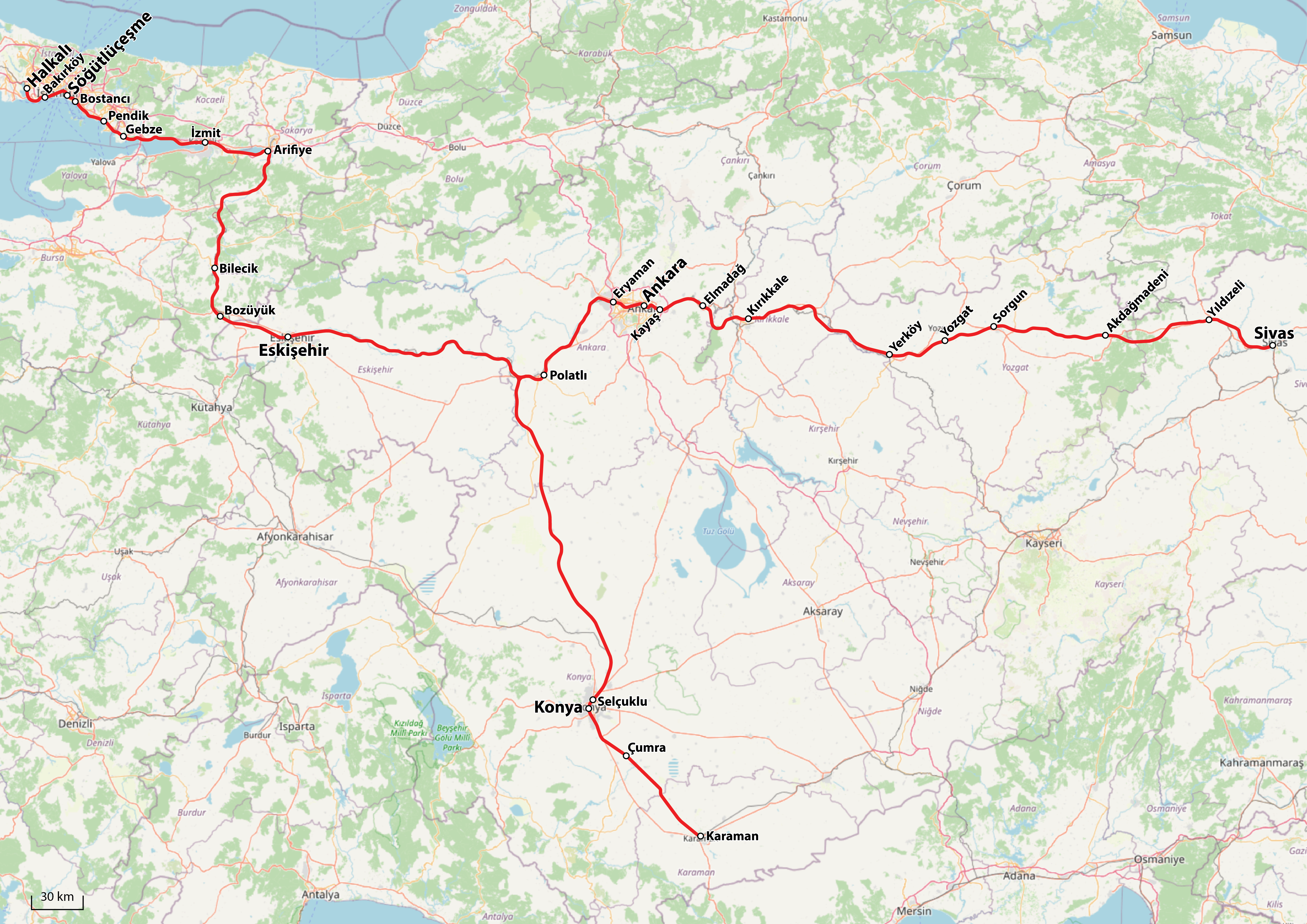
Карта діючих сервісів YHT

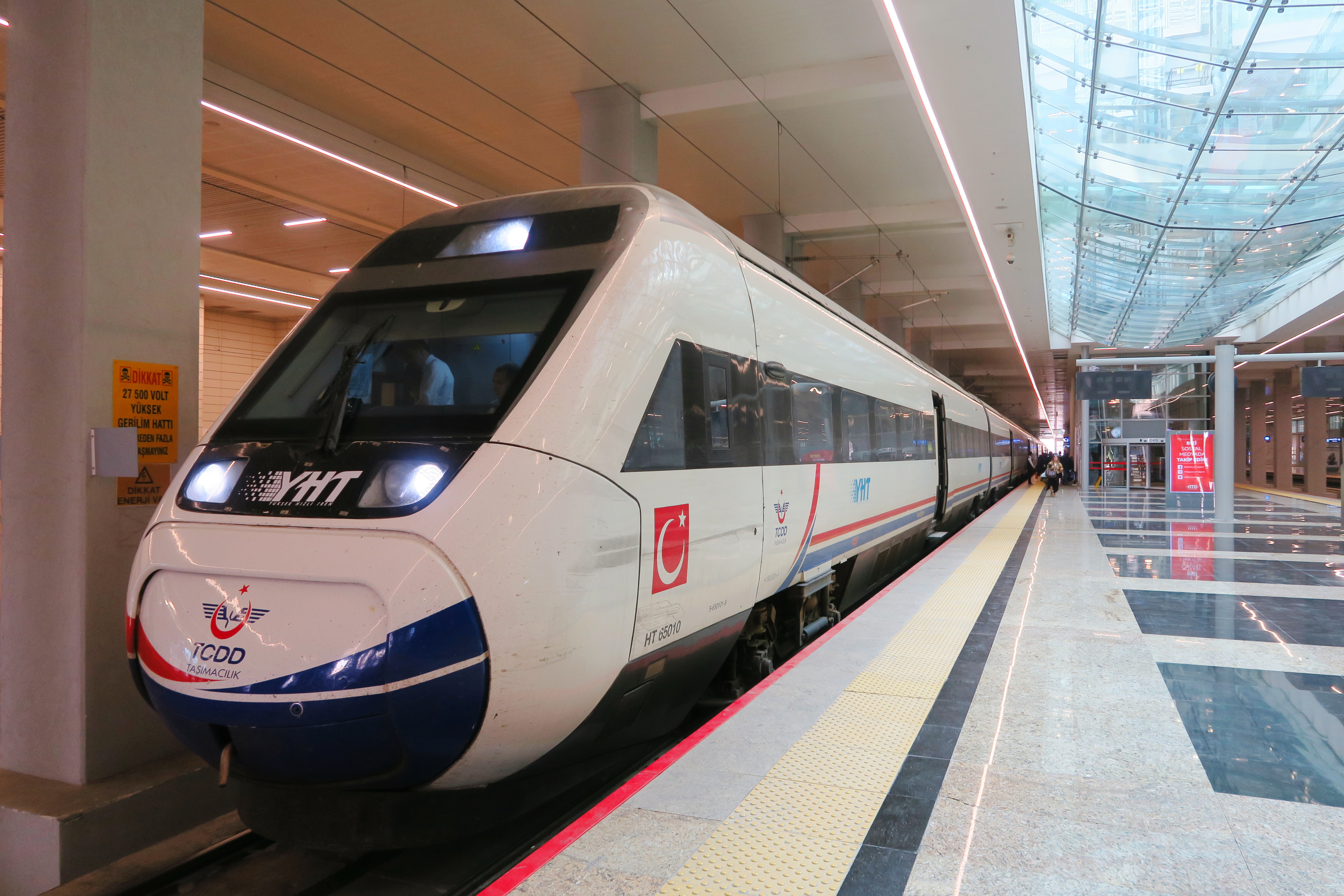
TCDD HT65000 у терміналі ATG в Анкарі

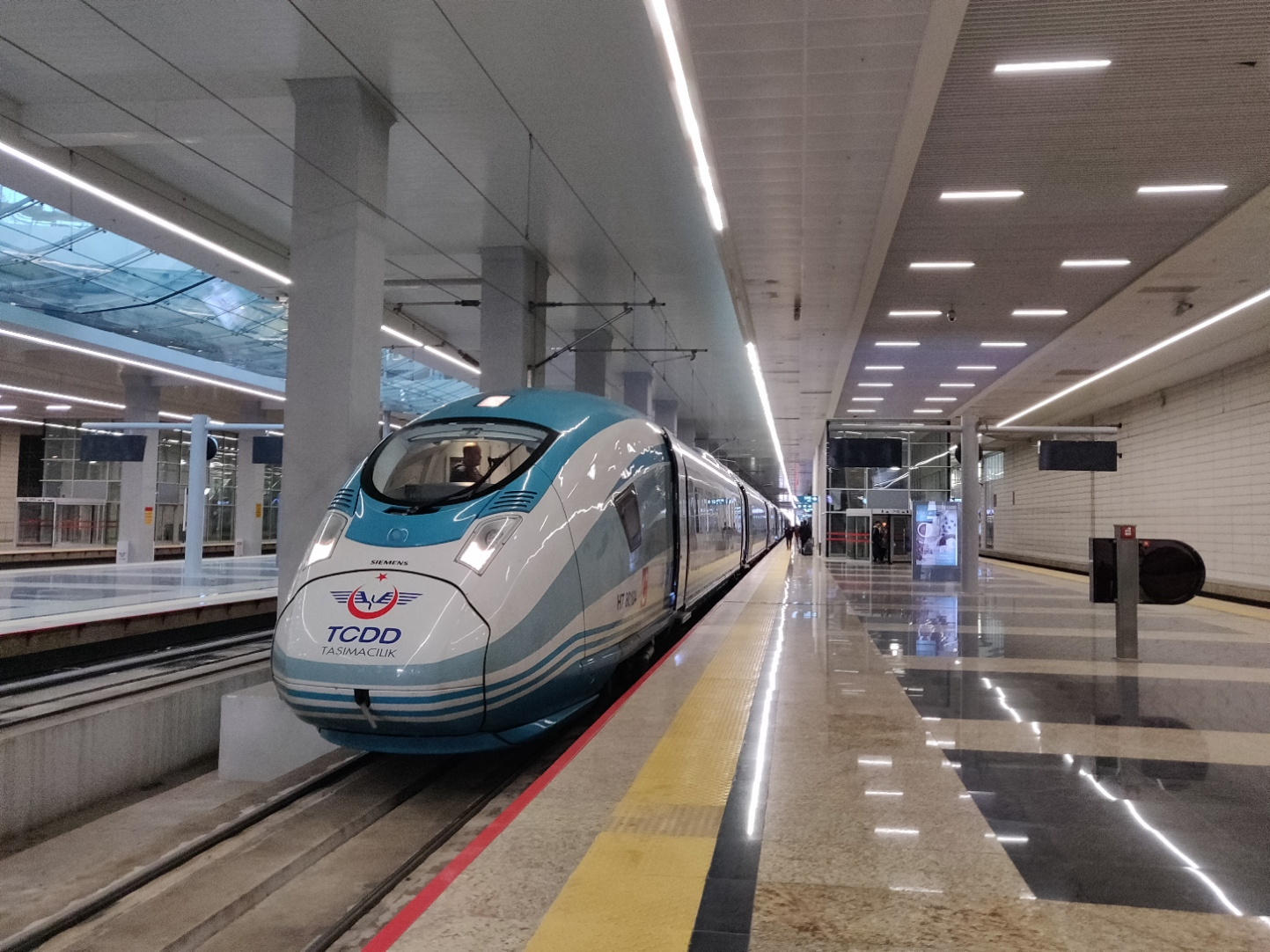
TCDD HT80000 у терміналі ATG в Анкарі

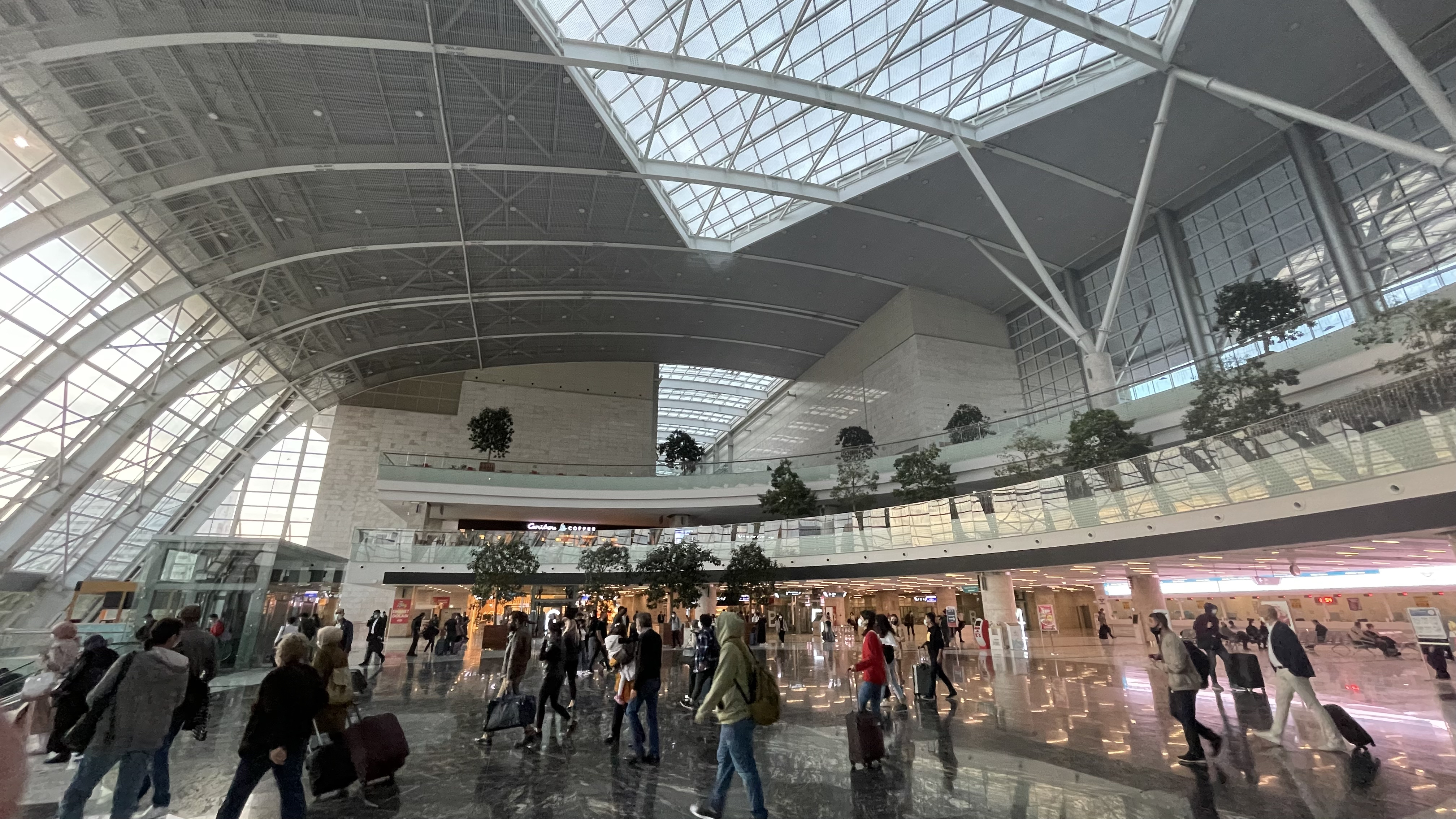
Термінал ATG в Анкарі є вузлом для послуг YHT Турецької державної залізниці

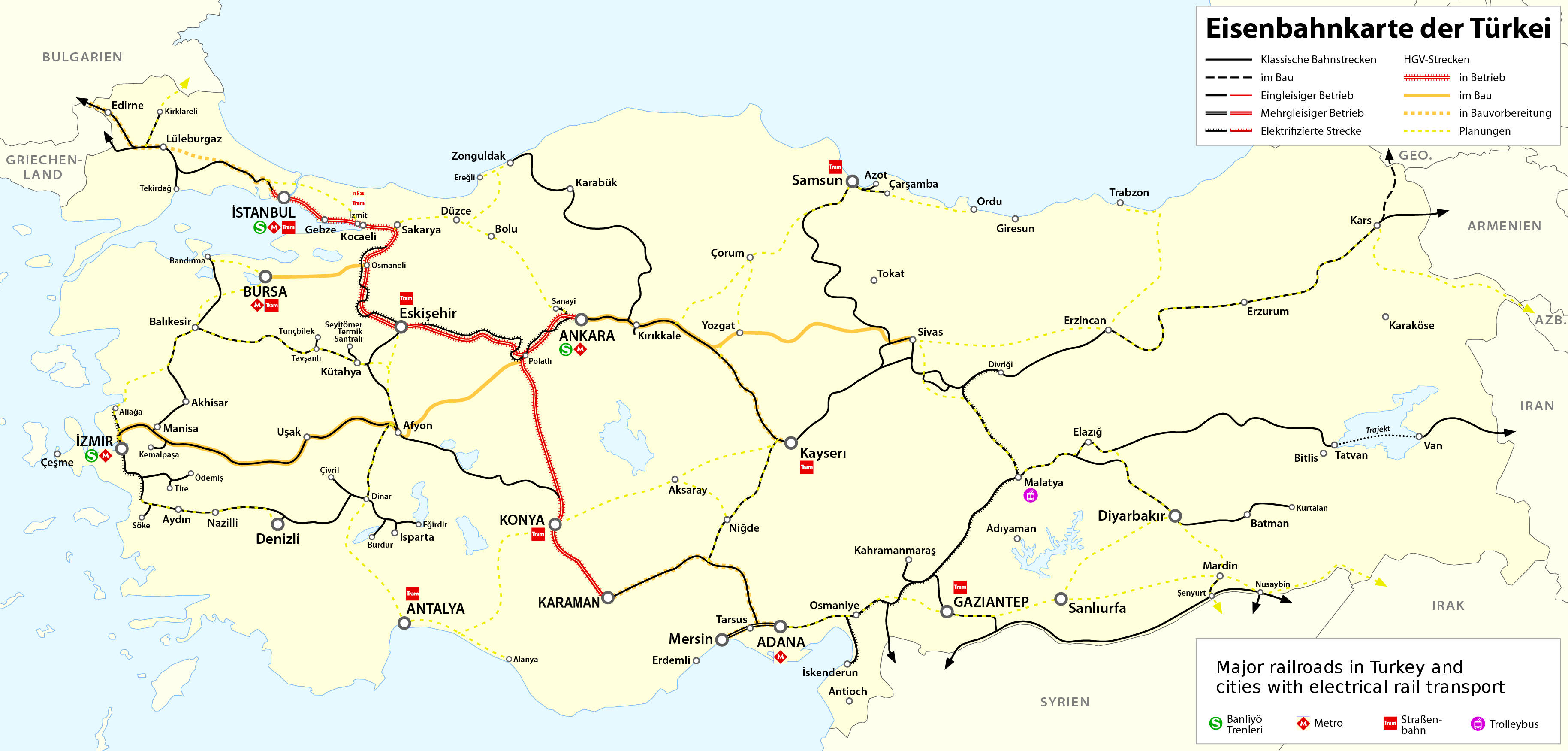
Карта залізничного транспорту Туреччини

| Лінія                                      | Дистанція                      | Станції                                                   | Довжина | Довжина | Найвища швидкість         | Відкриття       | Рухомий склад    |
| Лінія                                      | Дистанція                      | Станції                                                   | km      | mi      | Найвища швидкість         | Відкриття       | Рухомий склад    |
| ------------------------------------------ | ------------------------------ | --------------------------------------------------------- | ------- | ------- | ------------------------- | --------------- | ---------------- |
| Високошвидкісна залізниця Анкара — Стамбул | Анкара-Ескішехір               | Анкара, Ер'яман, Полатли, Ескішехір                       | 245     | 152     | 250 км/год (160 миля/год) | 13 березня 2009 | HT65000, HT80000 |
| Високошвидкісна залізниця Анкара — Стамбул | Ескішехір-Пендік               | Ескішехір, Бозююк, Біледжик, Аріфіє, Ізміт, Гебзе, Пендік | 263     | 163     | 250 км/год (160 миля/год) | 25 липня 2014   | HT65000, HT80000 |
| Високошвидкісна залізниця Анкара — Стамбул | Пендік-Сьойютлючешме (Стамбул) | Пендік, Бостанджи, Сьог'ютлючешме                         | 25      | 16      | 120 км/год (75 миля/год)  | 12 березня 2019 | HT65000, HT80000 |
| Високошвидкісна залізниця Анкара — Конья   | Полатли-Конья                  | Селчуклу, Конья                                           | 211     | 131     | 250 км/год (160 миля/год) | 23 серпня 2011  | HT65000, HT80000 |
| Швидкісна залізниця Конья-Караман          | Конья-Караман                  | Конья, Караман                                            | 102,2   | 63,5    | 200 км/год (120 миля/год) | 8 січня 2022    | HT65000, HT80000 |

### Анкара-Ескішехір
Сполучення з Анкари до Ескішехіру було першим маршрутом YHT та високошвидкісною залізницею в Туреччині, який було введено в експлуатацію 13 березня 2009 року. 
Цей маршрут має найчастіші поїзди в усій мережі YHT, з 13 щоденними поїздами в кожному напрямку, 8 з яких продовжують маршрут до Стамбула, тоді як лише між двома містами курсує лише 5 щоденних поїздів. 
Середній час у дорозі 1 година 29 хвилин.

### Анкара-Стамбул
До початку роботи YHT середній час подорожі між Стамбулом і Анкарою становив 7 годин 30 хвилин. 
Завдяки пересадці з YHT на міжміські поїзди в Ескішехірі середній час у дорозі між Стамбулом і Анкарою скоротився до 5 годин 30 хвилин. 

Після завершення другої черги високошвидкісної залізниці Анкара-Стамбул (Ескішехір-Стамбул) у 2013 році деякі рейси між Анкарою та Ескішехіром було продовжено до Стамбула, і YHT почав курсувати за маршрутом Анкара-Стамбул (Пендік) 26 липня 2014 р. 
Тепер час у дорозі скорочено до 3 годин 49 хвилин. 

### Анкара-Караман
Маршрут був введений в експлуатацію 23 серпня 2011 року на другій лінії високошвидкісної залізниці в Туреччині. 
З його відкриттям час у дорозі між цими двома містами значно скоротився (переважно через відсутність прямого залізничного сполучення між містами).

### Стамбул-Караман
Лінія була введена в експлуатацію 17 грудня 2021 року. 
Потяги зупиняються на всіх станціях на своєму маршруті, на яких зараз працює YHT. 
Середній час у дорозі становить близько 4 годин 17 хвилин.

## Лінії в стадії будівництва
Мережа високошвидкісних залізниць Туреччини розширюється, будуються ще три швидкісні залізниці та планується ще кілька. 
Турецькі державні залізниці планують збільшити свою мережу високошвидкісних залізниць до 3500 км (2200 миль) до кінця 2023 року.
| Лінія                                   | Станції                                             | Рік відкриття | Найвища швидкість        | Рухомий склад         |
| --------------------------------------- | --------------------------------------------------- | ------------- | ------------------------ | --------------------- |
| Швидкісна залізниця Анкара-Сівас        | Каяш · Кириккале · Єркьой · Йозгат · Соргун · Сівас | Квітень 2023  | 140 км/год та 250 км/год | TCDD HT80000          |
| Швидкісна залізниця Полатли-Ізмір       | Емірдаг · Афйон · Ушак · Саліхлі · Тугутлу          | 2024          | 250 км/год               | HT65000, TCDD HT80000 |
| Швидкісна залізниця Біледжик - Бандирма | Єнішехір · Бурса                                    | 2012-2023     | 250 км/год               | HT65000, TCDD HT80000 |
| Швидкісна залізниця Біледжик - Бандирма | Бандирма                                            | 2020-2023     | 250 км/год               | HT65000, TCDD HT80000 |
| Залізниця Стамбул–Капікуле              | Черкезкьой · Капікуле · Свиленград                  | 2023          | 250 км/год               | HT65000, TCDD HT80000 |
| Залізниця Анкара-Кайсері                |                                                     | 2022-2025     | 250 км/год               | HT65000, TCDD HT80000 |